# Macrorhynchia meteor
Macrorhynchia meteor är en nässeldjursart som beskrevs av El Beshbeeshy 1995   . Macrorhynchia meteor ingår i släktet Macrorhynchia, och familjen Aglaopheniidae. Inga underarter finns listade i Catalogue of Life.